# Procédé archimédien
Un procédé archimédien (Archimedean process) est une méthode de calcul numérique itérative basée sur le calcul de moyennes (le plus couramment pythagoriciennes) de deux termes de deux suites.
Le nom vient du fait qu'il s'agit d'une généralisation de l'algorithme utilisé par Archimède pour donner les premières valeurs approchées de π, en utilisant les moyennes harmonique et géométrique.

## Historique

### Algorithme d'Archimède

Algorithme d'Archimède pour le calcul de

Dans son ouvrage De la mesure du cercle du IIIe siècle av. J.-C., Archimède décrit un algorithme de calcul de π qu'on peut définir comme suit :
- On part d'un demi-cercle de centre O et d'extrémités A et B
- Sur la demi-droite tangente au demi-cercle en A, on place un point A0, et on construit B0 sur le demi-cercle tel que {\displaystyle {\widehat {BAB_{0}}}={\widehat {AOA_{0}}}}
- On construit par récurrence les points A1, A2, ... et B1, B2, ... où pour tout n, An est l'intersection de AA0 et de la bissectrice de l'angle {\displaystyle {\widehat {AOA_{n-1}}}}, et Bn sur le demi-cercle tel que {\displaystyle {\widehat {BAB_{n}}}={\widehat {AOA_{n}}}}

On a alors, par le théorème de la bissectrice intérieure :
{\displaystyle \forall n\in \mathbb {N} ,\ {\frac {OA_{n}}{OA}}={\frac {A_{n}A_{n+1}}{AA_{n+1}}}}
Donc
{\displaystyle \forall n\in \mathbb {N} ,\ {\frac {OA+OA_{n}}{OA}}=1+{\frac {OA_{n}}{OA}}=1+{\frac {A_{n}A_{n+1}}{AA_{n+1}}}={\frac {AA_{n+1}+A_{n}A_{n+1}}{AA_{n+1}}}={\frac {AA_{n}}{AA_{n+1}}}}
d'où :
{\displaystyle {\frac {OA}{AA_{n}}}+{\frac {OA_{n}}{AA_{n}}}={\frac {OA}{AA_{n+1}}}}
De plus, le théorème de Pythagore donne :
{\displaystyle \forall n\in \mathbb {N} ,OA_{n}^{2}=OA^{2}+AA_{n}^{2}}
En posant {\displaystyle t_{n}=OA/AA_{n},s_{n}=OA_{n}/AA_{n}}, on déduit les relations de récurrence :
{\displaystyle \forall n\in \mathbb {N} ,t_{n+1}=t_{n}+s_{n},s_{n+1}={\sqrt {1+t_{n}^{2}}}.}
On pourra reconnaitre des identités trigonométriques en remarquant que, en posant {\displaystyle \theta ={\widehat {AOA_{0}}}}, on a
{\displaystyle t_{n}=\cot \left({\frac {\theta }{2^{n-1}}}\right),s_{n}=\csc \left({\frac {\theta }{2^{n-1}}}\right).}
Archimède a plus précisément étudié le cas où θ désigne la moitié d'un angle au centre d'un polygone régulier, soit {\displaystyle \theta ={\frac {\pi }{N}}}. Les suites pn = 2nN/sn = 2nN tan(π/2nN) et Pn = 2nN/tn = 2nN sin(π/2nN) désignent alors respectivement les périmètres des polygones réguliers inscrits et circonscrits à 2nN côtés. On a alors :
{\displaystyle \forall n\in \mathbb {N} ,P_{n+1}={\frac {2P_{n}p_{n}}{P_{n}+p_{n}}}=\mathrm {H} (p_{n},P_{n}),p_{n+1}={\sqrt {p_{n}P_{n+1}}}=\mathrm {G} (p_{n},P_{n}).}
où H désigne la moyenne harmonique et G, la moyenne géométrique.
Archimède a appliqué cet algorithme en partant de l'hexagone régulier (N = 6).

### Algorithme de Descartes

Algorithme de Descartes pour le calcul de

Dans un de ses travaux posthumes, Descartes a utilisé une approche différente pour le calcul de π.
On considère A0B0 un secteur circulaire de sommet O. On note M0 le milieu de [A0B0]. On trace P0 l'intersection de l'arc de cercle et de la bissectrice de l'angle {\displaystyle {\widehat {A_{0}OB_{0}}}}. On construit M1 le milieu de M0P0 et on trace la parallèle de A0B0 passant par M1, dont on note respectivement A1 et B1, les intersections avec (A0P0) et (B0P0).
Par construction, A1B1 vaut la moitié de A0B0. De plus, comme (OA1) et (A0P0) sont perpendiculaires, on a :
{\displaystyle OM_{1}\times OP_{0}=OM_{1}\times (OM_{1}+M_{1}P_{0})=OM_{1}^{2}+OM_{1}\times M_{1}P_{0}=OM_{1}^{2}+M_{1}A_{1}^{2}=OA_{1}^{2}}.
Ainsi, dans le cas où A0 et B0 désignent deux sommets consécutifs d'un polygone régulier à n côtés, OA0 est le rayon de son cercle circonscrit, OM0 celui de son cercle inscrit, et par construction, OA1 et OM1 sont respectivement les rayons des cercles circonscrit et inscrit d'un polygone régulier à 2n côtés.

### Améliorations
James Gregory adapte l'algorithme au calcul de secteurs elliptiques et hyperboliques dans son Vera Circuli et Hyperbolae Quadratura.
Dans une lettre, Gauss propose d'étudier l'algorithme dans le cas où la moyenne harmonique est remplacée par la moyenne arithmétique. Pfaff parvient à donner la solution générale de ce problème, redécouverte par Borchardt en 1881.

## Principe
On considère deux moyennes M1 et M2, définies pour deux nombres réels positifs, et deux nombres réels positifs a et b.
Le procédé archimédien est défini par deux suites :
{\displaystyle a_{0}:=a,\ b_{0}:=b,\ \forall n\in \mathbb {N} ,a_{n+1}=M_{1}(a_{n},b_{n}),b_{n+1}=M_{2}(a_{n},b_{n}).}
Si M1 et M2 sont deux moyennes strictes, continues et symétriques, alors les deux suites convergent vers une même limite.

## Algorithme d'Archimède–Borchardt
Suggéré d'abord par Gauss, il porte le nom de Karl Wilhelm Borchardt. L'algorithme de Borchardt est une modification de l'algorithme d'Archimède :
{\displaystyle a_{0}:=a,\ b_{0}:=b,\ \forall n\in \mathbb {N} ,a_{n+1}=M_{1}(a_{n},b_{n}),b_{n+1}=M_{2}(a_{n+1},b_{n}).}
Ainsi, l'algorithme d'Archimède décrit supra correspond au cas où M1 est la moyenne harmonique et M2, la moyenne géométrique, {\displaystyle a=3{\sqrt {3}},b=3{\sqrt {3}}/2} ; l'algorithme de Descartes correspond au cas où M1 est la moyenne arithmétique et M2, la moyenne géométrique.
La moyenne obtenue avec M1 est la moyenne harmonique et M2, la moyenne géométrique est appelée moyenne de Schwab-Brochardt et vaut:
{\displaystyle SB(a,b)={\begin{cases}{\frac {\sqrt {b^{2}-a^{2}}}{\arccos(a/b)}}&{\text{ si }}0\leqslant a<b,\\{\frac {\sqrt {a^{2}-b^{2}}}{\operatorname {arcosh} (a/b)}}&{\text{ si }}0\leqslant b<a.\end{cases}}}
Le lien entre moyenne de Schwab-Brochardt et intégrale elliptique est établi par Carlson par l'égalité:
{\displaystyle {\frac {1}{SB(a,b)}}={\frac {1}{2}}\int _{0}^{+\infty }{\frac {\mathrm {d} t}{{\sqrt {t+a^{2}}}(t+b^{2})}}=R_{F}(a^{2},b^{2},b^{2})}
où le deuxième terme est la forme symétrique de Carlson (de) d'une intégrale elliptique symétrique du premier type.

## Applications

### Calculs de racines carrées
La méthode de Héron, pour le calcul de la racine carrée d'un nombre A, peut être vue comme un algorithme d'Archimède avec les moyennes arithmétique et harmonique, en initialisant a0 à un nombre t quelconque et en posant {\displaystyle b_{n}=A/a_{n}}.

### Calculs d'intégrales elliptiques
Gauss a utilisé l'algorithme d'Archimède avec les moyennes arithmético-géométriques pour le calcul d'intégrales elliptiques après transformation de Landen, repris et approfondi par Derrick Lehmer.

### Calculs de logarithmes et de fonctions trigonométriques réciproques
Carlson utilise l'algorithme de Borchardt avec les moyennes arithmético-géométriques pour le calcul de logarithmes et de fonctions trigonométriques réciproques (circulaires et hyperboliques).